# Edna Lewis Thomas
Edna Lewis Thomas (Lawrenceville, 1º novembre 1885 – New York, 22 luglio 1974) è stata un'attrice teatrale statunitense.

## Biografia
Edna Lewis Thomas nacque in Virginia nel 1885; secondo l'autrice Saidiya Hartman, Thomas era il frutto di uno stupro subito dalla madre dodicenne da parte di un uomo bianco. Crebbe a Boston, dove frequentò le scuole, e nel 1914 si trasferì a New York, dove lavorò come segretaria di Madam C.J. Walker. Nello stesso anno sposò il talent manager Lloyd Carter Thomas.
Cominciò a recitare nel vaudeville e a teatro, affermandosi come attrice e cantante al Lafayette Theatre di Harlem, dove esordì nel 1920 recitando in Turn to the Right. Negli anni seguenti tornò a recitarvi in Confidence (1920), The Heartbreaker (1921) e La commedia degli errori (1923). Nel 1925 esordì a Broadway ne L'imperatore Jones di Eugene O'Neill. Nel decennio successivo continuò a recitare regolarmente sia a Broadway che a Harlem, come membro permanente della compagnia Harlem Experimental Theatre, recitando in opere di prosa come Lulu Belle e musical come Shuffle Along. Nel 1930 intraprese una relazione sentimentale con la fotografa e socialite Olivia Wyndham, con cui convisse (insieme al marito) fino al 1942.
Nel 1936 ottenne uno dei suoi più grandi successi quando fu scelta per rimpiazzare all'ultimo minuto Rose McClendon nel ruolo di Lady Macbeth nel Macbeth diretto da Orson Welles a Broadway. L'allestimento si avvaleva di un cast interamente afroamericano, tanto da guadagnarsi l'epiteto di Voodoo Macbeth. Thomas ottenne recensioni estremamente positive per la sua interpretazione, che le valse il titolo di "First Lady of Negro Theatre".
Nel 1947 recitò nella prima assoluta di Un tram che si chiama Desiderio di Tennessee Williams a Broadway, interpretando la venditrice di fiori; avrebbe nuovamente ricoperto la parte nell'adattamento cinematografico del 1951 (la sua unica apparizione sul grande schermo) e in nuovi allestimenti a Broadway nel 1950 e nel 1956.
È morta nel 1974 all'età di 88 anni.

## Filmografia
- Un tram che si chiama Desiderio (A Streetcar Named Desire), regia di Elia Kazan (1951)